# Гучёк, Пётр Иосифович
Пётр Иосифович Гучёк (1923—1945) — старший лейтенант Рабоче-крестьянской Красной Армии, участник Великой Отечественной войны, Герой Советского Союза (1945).

## Биография
Пётр Гучёк родился 18 марта 1923 года в деревне Лысовщина (ныне — Пуховичский район Минской области Белоруссии) в крестьянской семье. Окончил среднюю школу и аэроклуб в Минске. В 1940 году Гучёк был призван на службу в Рабоче-крестьянскую Красную Армию. В 1942 году он окончил Батайскую военную авиационную школу лётчиков. С августа 1943 года — на фронтах Великой Отечественной войны.
За время своего участия в боевых действия Гучёк совершил 209 боевых вылетов, принял участие в 56 воздушных боях, сбив 18 вражеских самолётов лично и ещё 3 — в группе. 18 апреля 1945 года, когда во время штурмовки вражеской колонны в районе города Шпремберг (Шпремберг-Торгауская операция) его самолёт был подбит. При попытке дотянуть до своей территории горящий самолёт упал и разбился, лётчик погиб. Похоронен на кладбище «Куле» в польском городе Ченстохова.
В наградном листе на представление к званию Героя Советского Союза сказано:

"За этот период с 1.08.43 по 18.04.45 на самолёте «Аэрокобра» произведено 209 успешных боевых вылетов, провёл 56 воздушных боев в которых сбил лично 18 самолётов противника типа ФВ-190 — 8, Ме-109 — 6, Ю-87 — 2, ФВ-189 — 2, в паре сбил 3 самолёта ФВ-189.

За 6 сбитых лично самолётов и три самолёта в паре и за 81 произведённый вылет в период с 1.08.43 г. по 10.10.43 г. 4 ноября 1943 года награждён орденом Красного Знамени.

За 7 сбитых лично самолётов противника и 61 произведённый вылет за период с 11.10.43 г. по 10.06.44 г. приказом по 5ВА No.027/к от 23.06.44 года награждён орденом Красного Знамени.

За 4 лично сбитых самолёта, за 45 произведённых боевых вылетов и присвоение звания «Мастер воздушной связи» в период с 10.06.44 г. по 1.01.45 г. приказом командира 6 ГИАК от 7.04.45 г. награждён орденом Отечественной войны 1 степени.

После получения последней награды с 1.01.45 г. по 18.04.45 г. произвел 22 боевых вылета, провёл 6 воздушных боев, сбил 1 самолёт (ФВ-189).

18 апреля 1945 года при вылете на прикрытие наземных войск в составе 8 самолётов «Аэрокобра» в районе города Шпремберг был подбит ЗА противника, при попытке перетянуть линию фронта на горящем самолёте, свалился на крыло и упал на землю. В результате летчик погиб.
Указом Президиума Верховного Совета СССР от 27 июня 1945 года гвардии старший лейтенант Пётр Гучёк посмертно был удостоен высокого звания Героя Советского Союза. Также был награждён орденами Ленина (27.06.1945), двумя орденами Красного Знамени (04.11.1943 и 23.07.1944) и орденом Отечественной войны I степени (07.04.1945).
В честь Гучка была названа улица в городе Марьина Горка Минской области.

## Воспоминания друзей
Г. У. Дольников вспоминает: 

 «Таким и был до конца своих дней Петр Гучек. Он умел дружить, ценил дружбу, был верен ей. Более преданного и верного товарища найти, мне кажется, невозможно. Когда человек уходит из жизни, обычно коришь себя за то, что мало общался с ним, недоговорил, недослушал. Так-то оно так, но в том-то, наверное, и чувство утраты, и любовь, что всегда было этого человека недостаточно и ныне недостает…
После посадки я попросил Василия Ковальчука написать на моем самолёте: „За Петю Гучека“. Некоторые тогда говорили, что не нужно делать такие надписи: это, мол, будет демаскировать в воздухе, и фашистские асы станут особенно преследовать самолёт с подобным девизом. Но я считал, что врагов нечего бояться, внушать страх должны мы, а не они.
Когда Ковальчук писал на фюзеляже: „За Петю Гучека“, я верил и надеялся, что мой боевой друг жив, что он вернётся. По решению комдива Покрышкина над местом гибели Гучека уже несколько раз летали группы истребителей — от пары до звена, пытаясь с воздуха найти хотя бы следы падения машины. И только на пятый день, когда район Шпремберга был занят нашими войсками, удалось отыскать и следы катастрофы, и могилу Гучека. Немцы в спешке зарыли его в землю неглубоко — тут же, рядом с местом падения.
Останки лётчика мы перевезли на аэродром, где состоялся траурный митинг. Полк прощался с мужественным воином, верным сыном Родины. Вздрагивали плечи рыдавших женщин, не стесняясь, плакали боевые пилоты…».
И.Бабак пишет: "Этот бой сдружил Бельского и Гучека. В последующих боях они проникались друг к другу все большим уважением. Дружба росла и крепла. Позже, в сорок пятом, накануне долгожданной победы, когда Бельский впервые за войну не вернулся с боевого задания, Петя, считая, что его командир и друг погиб, написал на своем самолёте: «За Ваню Бельского!».
Всего нескольких дней не дожил до желанной победы Герой Советского Союза Петр Гучек. Он погиб под Берлином. На его боевом счету был 21 сбитый самолёт. Бельский бережно хранит фотографию с надписью: «Другу и командиру Ване Бельскому, с которым много раз довелось „угощать“ фашистов свинцом. Вспомни, Ваня, „охоту“ за паровозами, „рамами“. У нас будет что вспомнить. Ещё повоюем! Спасибо за учебу. От Петра Гучека. Март 1944 г. Черниговка».
В книге «Познать себя в бою» А. И. Покрышкин написал: «За неделю напряжённых воздушных боев лётчики дивизии сбили сто тридцать девять вражеских машин. Наши потери за это время составили более десяти лётчиков и до двадцати самолётов. В боях отличились многие. Клубов сбил девять самолётов. Дмитрий Глинка и Петр Гучек — по шесть, а Комельков и Дольников — по пять машин противника. (Описываются бои под Яссами).

Боевые задачи лётчики выполняли с высокой самоотверженностью. Патрулирующая группа из десяти истребителей под командованием майора Калачева, закончив барражирование над переправами, нанесла штурмовой удар по артиллерийским позициям на окраине Шпремберга. Мощный зенитный огонь „эрликонов“ не остановил их. Они прорвались сквозь заслон и поразили важную цель. Но несколько снарядов попало в самолёт Петра Гучека, опытного и смелого лётчика. Личный состав 100-го полка тяжело переживал гибель этого пилота. Мужественный человек, умелый воздушный боец, он пользовался большим уважением товарищей. На его боевом счету был двадцать один сбитый вражеский самолёт. Петр Гучек не дожил до близкой уже победы. Сообщение о присвоении звания Героя Советского Союза этому отважному бойцу пришло в дивизию через несколько дней после его гибели».